# Termunterzijldiep
Le Termunterzijldiep est un canal néerlandais, situé dans le nord-est de la province de Groningue.

## Géographie
Le Termunterzijldiep relie le petit port de pêche et de plaisance de Termunterzijl sur l'embouchure de l'Ems au carrefour avec l'Opdiep et le Meedenerdiep près de Scheemderzwaag. De là, le canal passe entre Borgsweer et Woldendorp, pour bifurquer à Nieuwolda. Après, le canal passe près de 't Waar et Nieuw-Scheemda jusqu'à Scheemderzwaag.

## Histoire et construction
L'histoire de la construction de ce canal est basée sur deux éléments : la rivière de Munter Ee et la lutte constante des habitants de cette région contre les eaux. La source du Munter Ee se trouvait non loin de Wildervank, d'où son cours allait en sinuant vers Termunten, pour s'y jeter dans l'embouchure de l'Ems.
À la fin du Moyen Âge, des moines ont creusé un fossé parallèlement au Munter Ee, ils ont construit une digue et asséché les terres adjacentes. Pour maîtriser le Munter Ee, ils y établirent quatre écluses, cependant en 1509, une inondation causée par le Dollard n'en fit qu'une bouchée. L'homme continua sa lutte, et en 1597 fut achevée la digue entre Scheemda et Nieuwolda. En 1601, on décida la construction d'écluses à Termunterzijl (sur le Dollard) et à Kermerzijl (près de Scheemda) ainsi que la construction d'un canal pour l'évacuation des eaux. Le 25 novembre 1601, un organisme de gestion fut créé, le Termunterzijlvest.
À l'origine du nouveau canal (diep) fut le fossé derrière la digue de 1597 ; le fossé fut approfondi et la digue rehaussée. On suivait le fossé jusqu'à Nieuwolda, d'où on devait joindre le lieu-dit Scheve Klap pour relier le nouveau canal à la Siepe, une petite rivière naissant près de Sappemeer, et qui pouvait faire fonction d'évacuation des eaux en amont. Entre Nieuwolda et Scheve Klap, on a alors construit une nouvelle voie d'eau toute droite, sur deux kilomètres. Cela explique pourquoi le Termunterzijldiep a un cours plutôt sinueux partout sauf à cet endroit.

## Essor et déclin du Termunterzijldiep
Ainsi, la fonction initiale du Termunterzijldiep était d'évacuer les eaux des basses terres. Toutefois, au cours des siècles, ce canal obtint une fonction supplémentaire. À partir des XVIIe et XVIIIe siècles, le transport fluvial depuis les colonies d'assèchement des marais et d'exploitation des tourbières se développa. Le Termunterzijldiep et le port de Termunterzijl permettaient de relier Veendam et Pekela à la Scandinavie et la mer Baltique jusqu'à Saint-Pétersbourg. C'était une période d'un grand essor économique. En 1858, la flotte marchande des Pays-Bas comptait 2 072 navires[réf. nécessaire], dont 971 étaient basés soit à Veendam, soit à Pekela. La première agence de l'assureur maritime britannique Lloyd's fut même établie à Veendam.
Le Termunterzijldiep était alors à son apogée et amena beaucoup de prospérité au pays. Vers la deuxième moitié du XIXe siècle, les navires s'agrandirent, et la machines à vapeur puis à diesel remplacèrent les voiliers. Quand, de surcroît, la ville de Groningue construisit le canal de l'Ems jusqu'à Delfzijl, en 1876, la navigation depuis les colonies exploitant les tourbières périclita rapidement. Cela ne signifia toutefois pas encore la fin pour le Termunterzijldiep, qui profitait de la grande activité agroalimentaire du nord-est de la province de Groningue. Le trafic sur l'eau ne diminua pas, et le port de Nieuwolda avait une activité constante.
Dans les années 1950, le transport routier remplaça les navires, et l'activité sur le Termunterzijldiep cessa.

## Aujourd'hui
En 1986, le Termunterzijldiep a été rouvert à la navigation. De nos jours, le canal accueille essentiellement les plaisanciers. La plaisance se développe de plus en plus ; ainsi a-t-on réalisé des liaisons avec le canal de l'Ems, le Schildmeer et la ville de Groningue.

## Source et lien externe
- (nl) L'histoire du Termunterzijldiep sur le site de la commune de Scheemda